# Rourea coccinea
Rourea coccinea là một loài thực vật có hoa trong họ Connaraceae. Loài này được Heinrich Christian Friedrich Schumacher và Peter Thonning miêu tả khoa học đầu tiên năm 1827 dưới danh pháp Byrsocarpus coccineus. Năm 1849 Joseph Dalton Hooker và George Bentham chuyển nó sang chi Rourea.

## Phân bố
Nguyên chủng của loài này phân bố trong khu vực phía tây vùng nhiệt đới châu Phi cho tới miền tây Tanzania và Zam bia. Cụ thể bao gồm Angola (gồm cả tỉnh Cabinda), Benin, Burkina Faso, Cameroon, Congo, Cộng hòa Dân chủ Congo, Cộng hòa Trung Phi, Gabon, Ghana, Guinea, Guinea-Bissau, Bờ Biển Ngà, Liberia, Niger, Nigeria, Senegal, Sierra Leone, Tanzania, Togo, Zambia. Môi trường sống là các khu vực lộ thiên trong rừng thưa và ven rừng rậm, ở cao độ 0-1.500 m.
Về phân bố của các phân loài và thứ khác, xem Phân loài và thứ.

## Mô tả
Dây leo thân gỗ hay cây bụi bò lan um tùm hoặc leo bám, chiều cao đến 3 m. Các cành màu nâu hung đỏ với nhiều mô xốp hình hột đậu trên thân, hình trụ, đôi khi với lớp li e (bần) khác biệt. Cuống lá dài 0,9-7,5 cm. Trục lá dài 4–12 cm, rậm lông còn non, dần chuyển thành nhẵn nhụi. Lá kép lông chim lẻ. Cuống lá chét 0,5–5 mm. Lá chét 0-11 cặp (thường là 5-6 cặp), hình trứng tới hình trứng ngược, hình elip hoặc thuôn dài, giống giấy hay dai bóng như da mỏng, đỉnh thuôn tròn tới có khía tới nhọn hoắt, đáy thuôn tròn nhiều hay ít tới hình nêm; lá chét tận cùng 1,6-15 × 1–8 cm, các lá chét bên xiên, từ đối xứng đến bất đối xứng rõ nét, kích thước 0,7-10 × 0,6-5,5 cm; mặt dưới của lá chét non rậm lông, đặc biệt là trên gân giữa, sau chuyển dần thành nhẵn nhụi. Trục cụm hoa dài tới 4 cm, thanh mảnh, nhẵn nhụi nhiều hay ít. Cụm hoa dài tới 11 cm, ít hoa, từ nhẵn nhụi tới có lông tơ. Cuóng hoa trên khớp nối dài 1-10 (-30) mm. Hoa thơm. Lá đài hình trứng rộng, dài 1,5–4 mm, rộng 1,5–3 mm, thường rộng hơn dài, mép có lông rung. Cánh hoa màu trắng đến vàng nhạt, hình elip hẹp, dài đến 6-11,5 mm, rộng 1,5-3,5 mm. Nhị hoa 10, thường dính liền gần đáy, xếp lợp và không xếp nếp trong chồi, đỉnh từ có khía tới nhọn, đôi khi có ít lông ở đỉnh; gồm 2 loại là hoa nhị dài và hoa nhị ngắn. Hoa nhị dài: 5 nhị đối diện lá đài dài tới 6 mm, 5 nhị đối diện cánh hoa dài tới 4,5 mm. Hoa nhị ngắn: 5 nhị đối diện lá đài dài tới 2,5 mm, 5 nhị đối diện cánh hoa dài tới 2 mm. Ống chỉ nhị rất ngắn. Bầu nhụy dài 1,7–9 mm, rậm lông; vòi nhụy với lông nhiều hay ít, vòi nhụy của hoa nhị dài đến 1,5 mm, vòi nhụy của hoa nhị ngắn đến 6 mm. Quả đại 1-2 mỗi hoa, hiếm khi nhiều hơn, khi thuần thục có màu đỏ, hình elipxoit với đỉnh thuôn tròn hay nhọn, dài 1,5–2 cm, đường kính 0,7–1 cm, nhẵn nhụi, mở theo đường ráp mặt bụng; các lá đài ban đầu ôm chặt vào đáy quả, sau đảo ngược. Hạt dài đến 1,5 cm, đường kính đến 8 mm, giả áo hạt mọng thịt, màu đỏ hay vàng hoặc da cam, có thùy, bao quanh hạt gần như tới đỉnh; để lộ vỏ hạt màu đen; các lá mầm màu xanh lục; rễ mầm ở bụng; cây non mọc dưới mặt đất, trụ dưới lá mầm không thuôn dài, hai lá đầu tiên mọc đối.

## Phân loài và thứ
Rourea coccinea subsp. boiviniana (Baill.) Jongkind, 1989Cây bụi đôi khi leo bám, các cành thường với lớp li e khác biệt, các cành con từ có lông măng tới nhẵn nhụi, lá sớm rụng, cụm hoa và tán lá non nở đồng thời trên cây trần trụi, trong mùa hoa không có lá thuần thục nào. Lá chét bên 4-10, đối xứng hoặc gần như đối xứng, đỉnh nhọn tới nhọn hoắt. Các lá chét gần như đồng nhất về hình dạng, hình trứng tới hình elip, kích thước 1-10 × 1–5 cm. Cụm hoa dài tới 10 cm. Phân bố trong khu vực đông nam Kenya, bắc Mozambique, Tanzania. Môi trường sống: Các rìa cây bụi và bụi rậm duyên hải trong các trảng cỏ, ở cao độ 0–700 m. Đồng nghĩa:
- Byrsocarpus boivinianus Baill., 1867
- Byrsocarpus boivinianus (Baill.) G. Schellenb., 1910
- Byrsocarpus maximus Baker, 1868
- Byrsocarpus ovatifolius Baker, 1868
- Byrsocarpus usaramensis (Gilg) G.Schellenb., 1910
- Rourea boiviniana Baill., 1867
- Rourea goetzei Gilg, 1900
- Rourea maxima (Baker) Gilg, 1895
- Rourea ovatifolia (Baker) Gilg, 1895
- Rourea usaramensis Gilg, 1895

Rourea coccinea var. viridis (Gilg) Jongkind, 1989Cây bụi hoặc dây leo thân gỗ lớn, lá sớm rụng hoặc thường xanh. Các cành hiếm khi với lớp li e mỏng, các cành con nhẵn nhụi và thường có màu xanh lục. Lá chét 1-5(-7), hình trứng tới hình trứng ngược, gần như nhẵn nhụi, từ đối xứng tới bất đối xứng mạnh, đỉnh nhọn hoắt; lá chét tận cùng 4-15 × 2–8 cm, lá chét bên 2-10 × 1,5-5,5 cm. Cụm hoa thường dài khoảng 2 cm, nhưng đoi khi tới 11 cm, thường ở nách các lá đã phát triển đầy đủ, các nhánh hoa thường có màu xanh lục. Áo hạt gần như luôn luôn mọng thịt. Phân bố trong khu vực Angola (gồm cả tỉnh Cabinda), Cameroon, Congo, Cộng hòa Dân chủ Congo, Cộng hòa Trung Phi, Gabon, các đảo trong vịnh Guinea, nam Nigeria. Môi trường sống: Rừng mưa và rừng ven sông, ở cao độ 0-870m. Đồng nghĩa:
- Byrsocarpus dinklagei (Gilg) G.Schellenb., 1915
- Byrsocarpus foenum-graecum (De Wild. & T.Durand) G.Schellenb., 1915
- Byrsocarpus laurentii (De Wild.) G.Schellenb., 1938
- Byrsocarpus ovalifoliolatus (Gilg) G.Schellenb., 1910
- Byrsocarpus poggeanus (Gilg) G.Schellenb., 1910
- Byrsocarpus viridis (Gilg) G.Schellenb., 1910
- Rourea coriacea De Wild., 1911
- Rourea dinklagei Gilg, 1895
- Rourea ealaensis De Wild., 1909
- Rourea foenum-graecum De Wild. & T.Durand, 1899
- Rourea laurentii De Wild., 1909
- Rourea mannii Gilg, 1891
- Rourea ovalifoliolata Gilg, 1894
- Rourea pallens Hiern, 1896
- Rourea poggeana Gilg, 1891
- Rourea unifoliolata Gilg, 1913
- Rourea viridis Gilg, 1891
- Rourea zenkeri Gilg ex G.Schellenb., 1910
- Santalodes dinklagei (Gilg) Kuntze, 1903